# Cratere Baranamtarra
Baranamtarra  è un cratere sulla superficie di Venere. È intitolato a Baranamtarra, regina mesopotamica (c. 2500 e.a.).